# Delagrangeus liviae
Delagrangeus liviae är en skalbaggsart som beskrevs av Carlo Pesarini och Andrea Sabbadini 2004. Delagrangeus liviae ingår i släktet Delagrangeus och familjen långhorningar. Inga underarter finns listade i Catalogue of Life.